# Ciez
Ciez település Franciaországban, Nièvre megyében. Lakosainak száma 376 fő (2022. január 1.). Ciez Dampierre-sous-Bouhy, Perroy, Alligny-Cosne, Bitry, Bouhy, Couloutre, Entrains-sur-Nohain és Menestreau községekkel határos.

## Népesség
A település népességének változása:
| Lakosok száma | 379  | 375  | 382  | 369  | 370  | 374  | 373  | 375  | 376  |
|               | 2013 | 2015 | 2016 | 2017 | 2018 | 2019 | 2020 | 2021 | 2022 |